# Priscilla (cantora)
Priscilla Alcantara Silva Fonseca, mais conhecida como Priscilla (e anteriormente conhecida como Priscilla Alcantara), (Itapecerica da Serra, 19 de junho de 1996) é uma cantora, compositora, multi-instrumentista, apresentadora, dubladora, escritora, atriz e produtora musical brasileira.
Ficou conhecida por apresentar o programa Bom Dia & Companhia, no SBT, e também por iniciar carreira solo como cantora gospel em 2006, tendo, em 2021, anunciado sua saída da indústria gospel.

## Biografia
No início de 2005, participou do Código Fama apresentado por Celso Portiolli e foi classificada para representar o Brasil no exterior, no Código Fama Internacional, realizado no México e transmitido pela TELEVISA Niños para mais de 20 países. Seu resultado no reality foi o quarto lugar no musical, o primeiro em popularidade (voto do público mexicano por telefone) e o melhor sorriso da casa. Quando retornou ao Brasil, foi convidada por Silvio Santos para gravar um piloto do programa Bom Dia & Companhia no SBT. Priscilla permaneceu no SBT até 2013, e apresentou diversos programas como "Dia no Parque", "Pirâmide Premiada", "Carrossel Animado" e "Cantando no SBT".
Estreou como apresentadora de televisão no dia 1 de agosto de 2005, ao lado de Yudi Tamashiro e Ítala Matiuzzo no Bom Dia & Companhia do SBT. A cantora é cristã, e gravou sozinha o seu primeiro CD chamado O Início, lançado em 2008. Em 2010 lançou o seu segundo CD, chamado Meu Sonho de Criança, pela Line Records. Priscilla abriu turnê para seu terceiro CD chamado Pra Não Me Perder, lançado pela Atrio Records com a produção de Wesley Ros.
Em 2012, regravou junto com Yudi Tamashiro a música Carrossel, para a versão brasileira da novela Carrossel. Priscilla também regravou para a novela a música Ciranda da Bailarina.
No dia 15 de março de 2013, deixou a apresentação dos programas infantis do SBT, sendo substituída por Ana Victória Zimmermann e Matheus Ueta. Deixou o SBT no dia 2 de setembro, após oito anos na emissora.
Em 6 de novembro de 2015, começou turnê com seu novo disco Até Sermos Um, lançado no dia 9 de outubro, que foi seu primeiro trabalho com a Sony Music.
A cantora também possui dois canais no YouTube: um intitulado "Vlog de Tudo", no qual são abordados temas diversos, e um segundo que tem o seu nome "Priscilla Alcantara". Somados, os canais já ultrapassam a marca de 4 milhões de inscritos. Toda essa repercussão levou Priscilla a escrever um livro chamado O Livro de Tudo, pela editora Ágape.
Em 2021, Priscilla foi uma das participantes da primeira temporada do talent show The Masked Singer Brasil. Porém, durante todo o programa, esteve com o rosto coberto por uma fantasia de unicórnio, fazendo com que sua identidade não fosse revelada até a grande final, onde a cantora ganhou a competição.

## Carreira

### 2005–2013:Código FamaeBom Dia & Cia
Começou sua carreira muito cedo cantando na igreja evangélica, aos 8 anos de idade participou do programa do SBT, Código Fama, onde foi vencedora, com o destaque no programa foi convidada a participar da versão mexicana "Código F.A.M.A.", na rede Televisa, onde acabou ficando em segundo lugar.
No ano de 2006 logo que assumiu o posto de apresentadora do programa matinal do SBT, Bom Dia & Companhia, regravou um CD juntamente com co-apresentador Yudi Tamashiro. Os Pequenos Rebeldes foi uma regravação de músicas do grupo mexicano RBD em português, sendo parceria do SBT Music e EMI Music. O álbum não obteve nenhum single, as músicas tocavam apenas no programa Bom Dia & Companhia.
Em 2009, três anos após o lançamento de Os Pequenos Rebeldes, Priscilla lançou seu primeiro álbum solo, intitulado O Início, contendo 10 faixas com influência da música cristã contemporânea, infantil e pop. Dele foram extraídos dois singles: "Reine" e "Meu segredo".

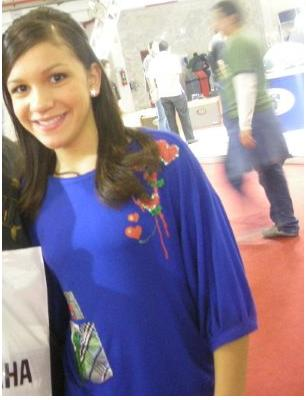
Priscilla em 2010

Em 2010, Priscilla lançou seu segundo álbum solo, Meu Sonho de Criança, que foi lançado no dia 26 de fevereiro de 2010, pelo selo da gravadora Line Records. No repertório contém dez faixas que evangelizam de forma educativa, priorizando uma linguagem simples e objetiva. Os temas abordam questões do cotidiano das crianças, como comportamento na escola, relacionamento com os amigos, sonhos para o futuro, entre outros; também são destacadas as histórias bíblicas da "Arca de Noé" e de "Sadraque, Mesaque e Abednego". Neste álbum contem dois singles: "Meu Sonho de Criança" e "Nossa Vida".
Em 2012, Priscilla regravou juntamente com Yudi Tamashiro a música "Carrossel", a qual era o tema do remake brasileiro da novela mexicana Carrossel; ela também gravou "Minha Curiosidade" e "Ciranda da Bailarina" para a trilha da novela. No mesmo ano ela lançou seu terceiro CD, Pra Não Me Perder, lançado no dia 28 de setembro de 2012 pela gravadora Atrio Records; com 12 faixas o álbum mostra um amadurecimento na voz de Priscilla, que agora leva consigo influências do pop e do pop rock. O álbum rendeu dois singles: "Para Não Me Perder" e "Quando o Sol se Vai", e ainda um promocional, "Quero Agradecer", que foi cantado na Marcha para Jesus de 2012. Um pouco afastada da carreira musical em 2013, Priscilla gravou "Da Água Pro Vinho" para a trilha sonora sonora da novela infantil Chiquititas.

### 2014–2019:Até Sermos Um,Gentee  Final da História de Linda Bagunça

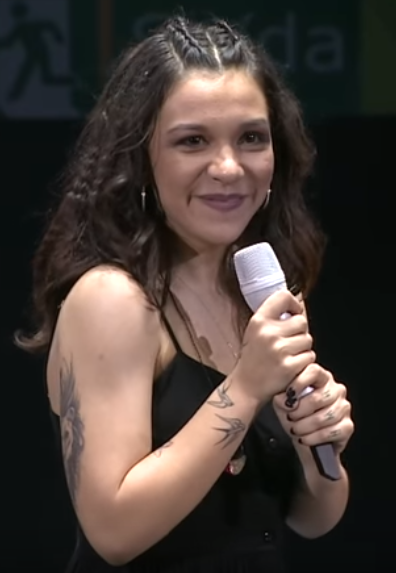
Priscilla na Conferência ASU de 2018

Em 2014, Priscilla lançou seu novo single "Onde Ele vai, Eu Vou Atrás", com um estilo diferenciado do qual Priscilla era acostumada. A música foi muito bem aceita por seus fãs e pela mídia, marcando o retorno da cantora. Em junho do mesmo ano ela lançou a música "Espírito Santo" que foi o maior sucesso de sua carreira: o vídeo já conta com mais de 20 milhões de visualizações no YouTube e foi vencedora do prêmio Troféu de Ouro como "Melhor Música Gospel do Ano". Para promover o novo single, Priscilla foi convidada para o programa The Noite com Danilo Gentili, onde apresentou a faixa.
Em fevereiro de 2015 ela lançou "I've Been Waiting", sua primeira música em inglês e terceiro single. No mesmo ano fez participações em músicas de Geyson Mor, DJ PV e Daniela Araújo.
Em 2015, lançou seu disco Até Sermos Um. Quarto álbum de Priscilla lançado em outubro de 2015 pela gravadora Sony Music Brasil. Inteiramente autoral, o disco é bem característico apresentando faixas que falam sobre temas como "Graça de Deus", "Ser Escolhido para um Exército" e "Intimidade com Deus". A música "Tudo é Teu" se tornou single e seu clipe já conta com mais de 15 milhões de visualizações. Quem assina a produção deste trabalho é a cantora Daniela Araújo, juntamente com seu irmão Jorginho Araújo.
Ainda em 2015, gravou um show acústico em comemoração aos seus dez anos de carreira. Entre as faixas presentes estão "Reina", "Meu Sonho de Criança", "Longe de Você", "Além do Véu", "Rio de Águas Vivas", "I Believe In Your Name", "Onde Ele Vai, Eu Vou Atrás", "I've Been Waiting". O projeto inicialmente foi anunciado como DVD, sendo lançado, mais tarde, virtualmente. Os vídeos podem ser encontrados no YouTube.
Em 2017, Priscilla começou uma nova fase de sua carreira mais amadurecida e consolidada entre o meio cristão. Com referências de electropop, lançou os singles “Tanto Faz” e “Liberdade”, ambos escritos pela cantora.
Em 2018, o single “Inteiro” foi lançado e foi anunciado que essa sequência de lançamentos viriam posteriormente integrar um novo álbum. Em junho foi lançado o último single dessa nova etapa, chamado “Me Refez”. O vídeo clipe chamou atenção por inovar com efeitos especiais em cenas que a cantora voa conforme o desenvolver da música através de um número circense. O vídeo foi lançado em rede nacional através do programa The Noite. A canção que contém arranjos voltados para o estilo R&B, com um pouco de jazz e soul, tornou a intérprete a primeira cantora brasileira cristã a adentrar o Top 200 global do Spotify.
Em 2018, revelou seu novo álbum de estúdio, Gente. Durante sua promoção, revelou já estar trabalhando em outro projeto, porém não falaria deste no momento pois estaria focada no disco recém-lançado.

### 2020-2022:Você Aprendeu a AmareThe Masked Singer Brasil

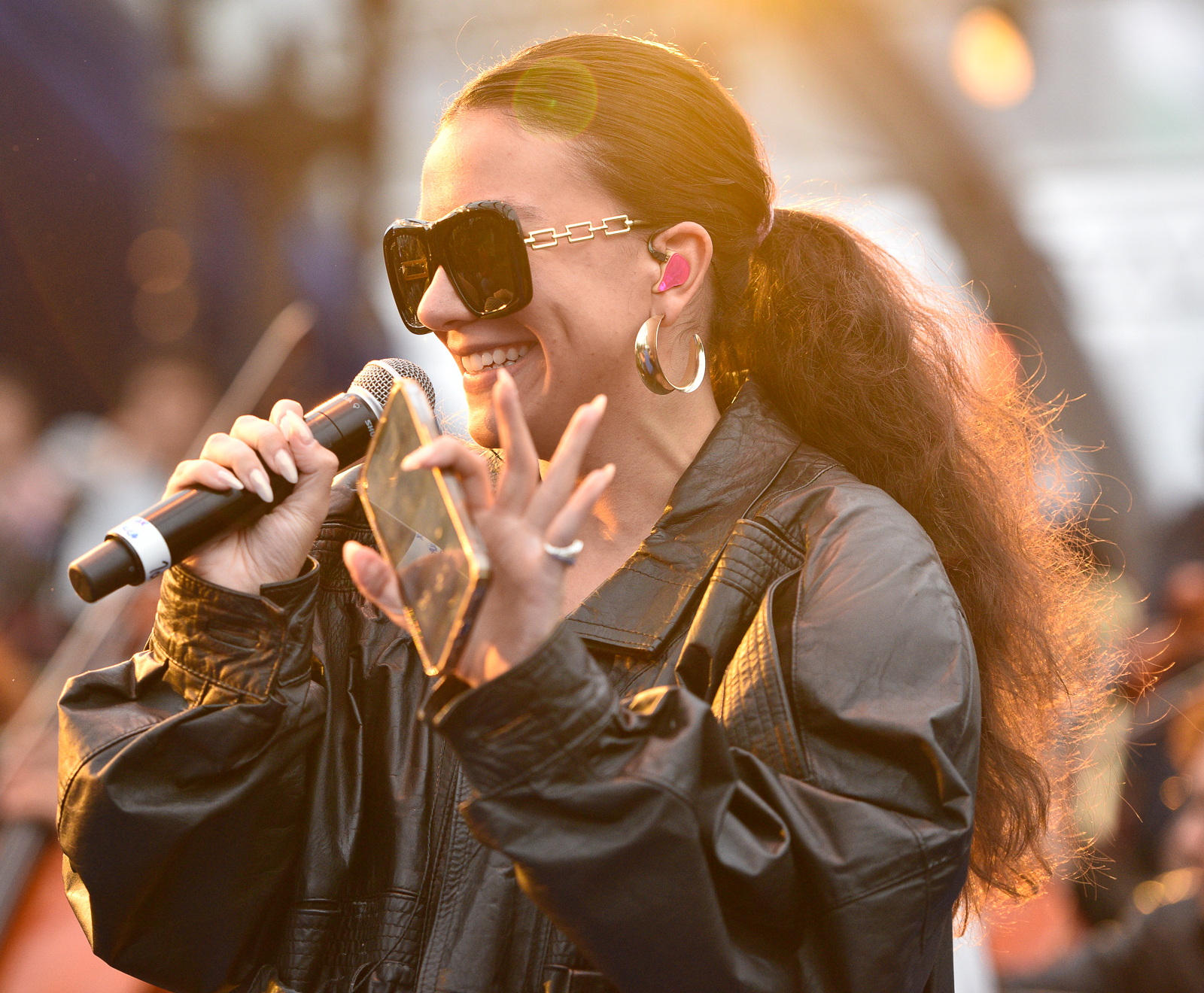
Priscilla apresentando-se na Celebração Cultural e Artística do Bicentenário da Independência do Brasil (2022)

Em 19 de novembro de 2020 lançou seu primeiro single do Album Você Aprendeu a Amar intitulado Correntes com videoclipe liberado em 20 de novembro.
Em 5 de agosto de 2021 lançou o single Tem Dias com videoclipe liberado em 6 de agosto.
Em 19 de agosto de 2021 lança mais duas músicas do álbum: Boyzinho e Eu Não Sou Para Você.
Em 19 de outubro de 2021, foi campeã do reality show The Masked Singer Brasil, da TV Globo, onde interpretou a personagem "Unicórnio" e apresentou as canções "Lua de Cristal", "Shallow", "Quando a Chuva Passar", "Single Ladies", "Somewhere Over The Rainbow", "I Will Always Love You" e "Sweet Child o' Mine".
Após se consagrar campeã do reality, Priscilla lançou em 22 de outubro Você Aprendeu a Amar? seu sexto álbum de estúdio. Englobando músicas como "Boyzinho" ,"Correntes", "Primavera", "Você é um Perigo", "Eu Não Sou Pra Você" (part. Lucas Silveira), "Tem Dias", "Oceano", "O Meu Sim é Todo Seu" (com Projota) e "Beat Triste", com videoclipe de Você é um Perigo foi lançado no mesmo dia. Em seguida, retomou sua carreira como apresentadora de TV como repórter de bastidores do The Masked Singer Brasil, no qual ficou até 2023, substituindo Camilla de Lucas, sendo depois subsistida por Kenya Sade na quarta temporada.
Em junho de 2022, lançou o último videoclipe do álbum intitulado 'Você Aprendeu a Amar?' com o Emicida. Em 1 de setembro de 2022, lançou uma música com o Vitor Kley intulada Tudo Pah no canal Filtr Music Brasil.

### 2023- Presente:  Mudança de nome artístico e álbumself-titledPRISCILLA.
A pedido dos fãs, em 14 de abril de 2023, lançou a música "Bomba". Em 31 de outubro, Priscilla apagou todas as suas publicações em suas redes sociais, e logo em seguida postou uma foto que mostra uma carta para os "fãs de Priscilla Alcantara". Junto à publicação, anunciou três vídeos a serem lançados em sequência, durante essa primeira semana de novembro. No primeiro vídeo, revelou que precisa resetar tudo que ela fez, até agora, como artista. Também foi comentado que seu nome artístico mudaria para, apenas, PRISCILLA, sem o Alcantara, pois o seu sobrenome já não faria mais sentido nessa nova etapa de sua carreira. No segundo, fala sobre uma canção em que usaria um sample, mas que decidiu chamar o artista original para assinar como uma parceria oficial. No terceiro, revela que seu álbum vai ser intitulado com o seu novo nome artístico.
Em 9 de novembro de 2023, Priscilla lança seu primeiro videoclipe do novo álbum, intitulado "Quer Dançar", uma nova versão da música de sucesso de 2001, com participação do Bonde do Tigrão. O vídeo fez tanto sucesso que em um dia fez mais de meio milhão de visualizações, ficando em 1° lugar nos vídeos em alta do YouTube Brasil. O vídeo chamou muita atenção por ser uma "regravação" de sucesso e mostrando o novo visual de Priscilla com seu cabelo vermelho.
Em 13 de novembro, PRISCILLA lançou de surpresa o single 'Fã Incubado', permanecendo em 10° lugar dos vídeos em alta no YouTube Brasil.

## Discografia

### Álbuns de estúdio
| Gospel | Gospel                |
| ------ | --------------------- |
| 2009   | O Início              |
| 2010   | Meu Sonho de Criança  |
| 2012   | Pra Não Me Perder     |
| 2015   | Até Sermos Um         |
| 2018   | Gente                 |
| Pop    |                       |
| 2021   | Você Aprendeu a Amar? |
| 2024   | Priscilla             |

## Turnês
- Turnê O Inicio (2008-2009)
- Turnê Meu Sonho De Criança (2010)
- Turnê Priscilla Alcântara 2011 (2011)
- Turnê Pra Não Me Perder (2012-2013)
- Turnê Priscilla Alcântara 2014 (2014)
- ASU (2016-2019)
- Priscilla Ao Vivo (2022)
- Tudo É Música (2025)

## Filmografia

#### Televisão
| Ano       | Título                   | Papel                    | Notas                           | Ref.   |
| --------- | ------------------------ | ------------------------ | ------------------------------- | ------ |
| 2005      | Código Fama              | Participante (Vencedora) | Temporada 1                     | [ 17 ] |
| 2005      | Código Fama México       | Participante (4º lugar)  | Temporada 3                     | [ 18 ] |
| 2005–13   | Bom Dia & Companhia      | Apresentadora            |                                 | [ 19 ] |
| 2007–08   | Carrossel Animado        | Apresentadora            |                                 |        |
| 2007–08   | Domingo Animado          | Apresentadora            |                                 |        |
| 2011      | Cantando no SBT          | Apresentadora            |                                 |        |
| 2011–2013 | Sábado Animado           | Apresentadora            |                                 |        |
| 2012      | Dia No Parque            | Apresentadora            |                                 | [ 20 ] |
| 2021      | The Masked Singer Brasil | Unicórnio (1.° lugar)    | Temporada 1                     | [ 21 ] |
| 2022–2023 | The Masked Singer Brasil | Apresentadora            | Bastidores 2.ª e 3.ª temporadas | [ 22 ] |
| 2022      | TVZ                      | Apresentadora            |                                 | [ 23 ] |
| 2023      | Amor Perfeito            | Carmen Miranda           | Episódio: "20–21 de março"      | [ 24 ] |
| 2024      | Hoje É Dia das Crianças  | Ela mesma                | Especial comemorativo           | [ 25 ] |

#### Filmes
| Ano  | Título                      | Papel     | Notas          | Ref.   |
| ---- | --------------------------- | --------- | -------------- | ------ |
| 2008 | Space Chimps                | Luna      | Dublagem       | [ 26 ] |
| 2016 | Priscilla: 10 Anos Acústico | Ela mesma | Show Especial  |        |
| 2016 | João 17                     | Ela mesma | Curta-metragem |        |
| 2020 | Quando O Sol Se Por         | Jeni      | Longa-metragem | [ 27 ] |
| 2022 | DC Liga dos Super Pets      | PB        | Dublagem       | [ 28 ] |

#### Internet
| Ano       | Título        | Papel     | Notas   | Ref.   |
| --------- | ------------- | --------- | ------- | ------ |
| 2015–2017 | Vlog de Tudo  | Ela mesma | YouTube |        |
| 2015      | Desconfinados | Ela mesma | Irmã    | [ 29 ] |

## Prêmios e indicações
| Ano  | Prêmio                  | Categoria                                    | Trabalho                                                  | Resultado |
| ---- | ----------------------- | -------------------------------------------- | --------------------------------------------------------- | --------- |
| 2010 | Prêmio Jovem Brasileiro | Melhor Programa de TV apresentado por Jovens | Bom Dia & Companhia                                       | Venceu    |
| 2017 | Troféu Gerando Salvação | Cantora do Ano                               | Priscilla Alcântara                                       | Venceu    |
| 2017 | Troféu Gerando Salvação | Música do Ano/Compositor                     | "Liberdade"                                               | Indicada  |
| 2018 | Troféu Gerando Salvação | Música do Ano/Compositor                     | "Me Deixe Aqui" - Preto no Branco ft. Priscilla Alcântara | Indicada  |
| 2018 | Troféu Gerando Salvação | Melhor Feat.                                 | "Me Deixe Aqui" - Preto no Branco ft. Priscilla Alcântara | Venceu    |
| 2018 | Troféu Gerando Salvação | Melhor Clipe                                 | "Me Deixe Aqui" - Preto no Branco ft. Priscilla Alcântara | Indicada  |
| 2018 | Troféu Gerando Salvação | Melhor Clipe                                 | "Me Refez"                                                | Venceu    |
| 2018 | Troféu Gerando Salvação | Melhor Produção                              | "Me Refez"                                                | Venceu    |
| 2018 | Troféu Gerando Salvação | Cantora do Ano                               | Priscilla Alcântara                                       | Indicada  |
| 2019 | Grammy Latino           | Melhor Álbum Cristão                         | Gente                                                     | Indicada  |
| 2022 | MTV Millennial Awards   | Realeza do Reality                           | The Masked Singer Brasil                                  | Indicada  |
| 2022 | Prêmio BreakTudo        | Colaboração Nacional                         | "Sobrevivi" (com Gloria Groove)                           | Indicada  |
| 2022 | Prêmio BreakTudo        | Artista em Ascensão Nacional                 | Priscila Alcântara                                        | Indicada  |
| 2022 | Prêmio Geração Glamour  | Somos Todas Idôlas                           | Priscila Alcântara                                        | Venceu    |